# Élections législatives belges de 1919
Les élections législatives du 16 novembre 1919 sont les premières en Belgique à utiliser le système du suffrage universel masculin uninominal, c'est-à-dire que chaque homme n'avait plus qu'une voix, et non davantage selon ses revenus, comme c'était le cas lors de précédentes élections législatives. Le scrutin était alors universel masculin plural.
Ces élections ont lieu dans un contexte international troublé : la guerre continue en Europe de l'Est, plusieurs soulèvements communistes ont eu lieu en Allemagne et en Hongrie, et la France et l'Italie sont agitées par de nombreuses manifestations et grèves. En Belgique, le mouvement flamand prend de l'importance et divise en interne l'aile flamande du Parti catholique. 
Les résultats de cette élection, largement imprévisibles à la suite de l'introduction du suffrage universel masculin, sont historiques. Pour la première fois depuis 1884, les catholiques perdent leur majorité absolue. Les socialistes doublent leurs scores électoraux et deviennent la seconde force politique du pays. Les libéraux sont relégués à la troisième place. 
|       |                     |                           |                           |                           |           |         |        |  |
| Parti | Parti               | Chambre des représentants | Chambre des représentants | Chambre des représentants | Sénat     | Sénat   | Sénat  |  |
| Parti | Parti               | Voix                      | %                         | Sièges                    | Voix      | %       | Sièges |  |
|       | Parti ouvrier belge | 645 124                   | 36,62 %                   | 70                        | 388 011   | 24,53 % | 20     |  |
|       | Parti catholique    | 619 911                   | 35,19 %                   | 70                        | 685 041   | 43,30 % | 43     |  |
|       | Parti libéral       | 310 876                   | 17,65 %                   | 34                        | 490 046   | 30,98 % | 30     |  |
|       | Autres              | 185 889                   | 10,55 %                   | 12                        | 18 914    | 1,20 %  | 0      |  |
| Total | Total               | 1 761 802                 | 100 %                     | 186                       | 1 582 012 | 100 %   | 93     |  |